# Гундеріт
Гундеріт (лат. Gunderith, помер після 504 року) — король гепідів. Про ранні роки життя та родинні зв'язки Гундеріта нічого не відомо. У «Панегірику Теодоріха» Еннодія вказано, що він правив гепідами, які мешкали на північному березі Дунаю. Як відомо, в цей час іншою, основною, частиною гепідів правив король Тразаріх. Гундеріт згадується у зв'язку походу остготського воєначальника Пітци у 504 році на гепідів з метою захопити їхню столицю Сірмій. Він розгромив в битві біля Сірмія військо Тразаріха і його союзників — Гундеріта і булгар. Про подальшу долю Гундеріта нічого не відомо. Після поразки гепіди потрапили під владу остготів. Звільнитися від цієї залежності їм вдалося тільки після смерті короля Теодоріха Великого.